# Morgan Tuck
Morgan Tuck (* 30. April 1994 in Grand Rapids, Michigan) ist eine ehemalige US-amerikanische Basketballspielerin. 

## Karriere
Vor ihrer professionellen Karriere in der WNBA spielte Clarendon von 2012 bis 2016 College-Basketball für die UConn Huskies, mit denen sie viermal die NCAA Division I Basketball Championship gewann.
Beim WNBA Draft 2016 wurde sie an 3. Stelle von den Connecticut Sun ausgewählt, für die sie von 2016 bis 2019 in der nordamerikanischen Basketballprofiliga der Damen spielte. In der Saison 2020 stand Tuck im Kader von Seattle Storm, mit denen sie den WNBA-Meisterschaftstitel holte.
Bei der Basketball-Weltmeisterschaft der Damen 2018 in Spanien holte Tuck mit der Damen-Basketballnationalmannschaft der Vereinigten Staaten die Goldmedaille.
Im Jahr 2021 beendete sie ihre Karriere als aktive Spielerin verletzungsbedingt. Im Mai 2021 wurde ihre neue Rolle als Director of Franchise Development bei den Connecticut Sun verkündet.